# Баркат Гурад Амаду
Баркат Гурад Амаду (араб. بركات غوراد حمادو; нар. 1 січня 1930 — 18 березня 2018) — джибутійський політик, глава уряду країни з 1978 до 2001 року.